# Leigh-Anne Thompson
Ne pas confondre avec Janine Thompson
Leigh-Anne Thompson (née le 8 janvier 1964) est une joueuse de tennis américaine, professionnelle dans les années 1980.
Ayant atteint à deux reprises le 3e tour de l'US Open (1981 et 1985), elle s'est notamment illustrée à l'occasion du tournoi de Mahwah en 1982, qu'elle a remporté face à Bettina Bunge en finale.

## Palmarès

### Titre en simple dames
| No | Date       | Nom et lieu du tournoi   | Catégorie | Dotation  | Surface    | Finaliste     | Score    |          |
| -- | ---------- | ------------------------ | --------- | --------- | ---------- | ------------- | -------- | -------- |
| 1  | 23/08/1982 | Volvo Tennis Cup, Mahwah | Series 3  | 100 000 $ | Dur (ext.) | Bettina Bunge | 7-6, 6-3 | Parcours |

### Finales en simple dames
| No | Date       | Nom et lieu du tournoi               | Catégorie | Dotation | Surface         | Vainqueure   | Score    |          |
| -- | ---------- | ------------------------------------ | --------- | -------- | --------------- | ------------ | -------- | -------- |
| 1  | 18/01/1982 | Avon Futures of Canada, Montréal     | Futures   | 40 000 $ | Dur (int.)      | Glynis Coles | 6-4, 6-4 | Parcours |
| 2  | 15/02/1982 | Avon Futures of Tennessee, Nashville | Futures   | 40 000 $ | Moquette (int.) | Eva Pfaff    | 6-3, 7-5 | Parcours |

### Titre en double dames
Aucun

### Finale en double dames
Aucune

## Parcours en Grand Chelem

### En simple dames
| Année | Open d'Australie (janvier) | Open d'Australie (janvier) | Internationaux de France | Internationaux de France | Wimbledon       | Wimbledon     | US Open         | US Open       | Open d'Australie (décembre) | Open d'Australie (décembre) |
| ----- | -------------------------- | -------------------------- | ------------------------ | ------------------------ | --------------- | ------------- | --------------- | ------------- | --------------------------- | --------------------------- |
| 1981  | n/a                        | n/a                        | -                        | -                        | -               | -             | 3e tour (1/16)  | Bettina Bunge | -                           | -                           |
| 1982  | n/a                        | n/a                        | 2e tour (1/32)           | Billie Jean King         | 1er tour (1/64) | Zina Garrison | 2e tour (1/32)  | Elise Burgin  | -                           | -                           |
| 1983  | n/a                        | n/a                        | 1er tour (1/64)          | Gretchen Rush            | -               | -             | 1er tour (1/64) | Zina Garrison | -                           | -                           |
| 1984  | n/a                        | n/a                        | -                        | -                        | -               | -             | 1er tour (1/64) | C. Tanvier    | -                           | -                           |
| 1985  | n/a                        | n/a                        | -                        | -                        | -               | -             | 3e tour (1/16)  | C. Lindqvist  | -                           | -                           |
| 1986  | n/a                        | n/a                        | -                        | -                        | -               | -             | 1er tour (1/64) | Patty Fendick | n/a                         | n/a                         |

À droite du résultat, l’ultime adversaire.

### En double dames
| Année | Open d'Australie (janvier) | Open d'Australie (janvier) | Internationaux de France      | Internationaux de France | Wimbledon | Wimbledon | US Open                      | US Open              | Open d'Australie (décembre) | Open d'Australie (décembre) |
| ----- | -------------------------- | -------------------------- | ----------------------------- | ------------------------ | --------- | --------- | ---------------------------- | -------------------- | --------------------------- | --------------------------- |
| 1982  | n/a                        | n/a                        | 2e tour (1/16) Pam Casale     | Jo Durie Anne Hobbs      | -         | -         | 2e tour (1/16) Lucia Romanov | Lucy Gordon P. Murgo | -                           | -                           |
| 1983  | n/a                        | n/a                        | 1er tour (1/32) Kathy Rinaldi | Patty Fendick S. Solomon | -         | -         | -                            | -                    | -                           | -                           |

Sous le résultat, la partenaire ; à droite, l’ultime équipe adverse.

### En double mixte
N'a jamais participé à un tableau final.

## Classements WTA

### Classements en simple en fin de saison
| Année | 1983 | 1986 |
| Rang  | 59   | 111  |

Source : (en) « Classements de Leigh-Anne Thompson », sur le site officiel du WTA Tour